# Caídos del cielo
Caídos del cielo es la sexta película del director peruano Francisco Lombardi. Coproducción peruano-española, fue estrenada en Perú el 1 de noviembre de 1990.

## Sinopsis
Está ambientada en la Lima del año 1989, el fin de una década marcada por la inestabilidad política, severa crisis económica por la hiperinflación y la violencia terrorista. 
Se entrecruzan tres historias, cuyos protagonistas pertenecen a tres generaciones distintas. Una de ellas es la del matrimonio Diez-Canseco, Lizandro y Cucha, pareja de ancianos que han perdido a su único hijo. Propietarios de varios inmuebles, se dedican a cobrar personalmente el alquiler a sus inquilinos; todos sus esfuerzos se concentran en la construcción de un mausoleo diseñado por su fallecido vástago. 
La otra historia es la de Humberto, exitoso locutor de radio de un programa que da esperanza a la gente, solitario y con una deformidad en la cara, secuela de un accidente. Acoge en su piso de alquiler a una depresiva mujer a la que llama "Verónica", luego de salvarla de un intento de suicidio en un acantilado. Ella oculta una marcada cicatriz en el vientre que le inhibe a mantener relaciones sexuales. 
Y finalmente, la historia de la abuela ciega, que vive en una choza en el acantilado, con sus dos nietos, a quienes explota y maltrata, obligándolos a ir a los basurales a recolectar comida para un cerdo llamado Campeón que la pareja de ancianos Lizandro y Cucha le regalan, con cuya venta planea obtener dinero para curarse la vista. Esta última historia está basada en el cuento Los gallinazos sin plumas de Julio Ramón Ribeyro.

## Reparto
- Gustavo Bueno como Humberto.
- Marisol Palacios como Verónica.
- Élide Brero como Cucha.
- Carlos Gassols como Lizardo.
- Delfina Paredes como Meche.
- Rafael Garay como nieto
- Nelson Ruiz como nieto
- Mónica Domínguez
- Hernán Romero
- Alberto Benavides
- Jorge Quiñes
- Ruth Revoredo
- Jorge Rodríguez Paz
- Gilberto Torres
- Gianfranco Brero

## Premios y nominaciones
| Año  | Lugar                                                 | País           | Categoría                                  | Resultado       |
| ---- | ----------------------------------------------------- | -------------- | ------------------------------------------ | --------------- |
| 1990 | Festival Internacional de Cine de Montreal            | Canadá         | Mejor película extranjera                  | Ganadora        |
| 1990 | Festival Internacional de Cine de Chicago             | Estados Unidos | Mejor película extranjera                  | Nominada        |
| 1990 | Festival de Cine Latinoamericano de Biarritz          | Francia        | Premio Especial del Jurado                 | Ganadora        |
| 1991 | Premio Goya a la mejor película iberoamericana        | España         | Mejor Película Extranjera de habla hispana | Ganadora        |
| 1991 | Festival Internacional de Cine Fantástico de Bruselas | Bélgica        | Premio La Edad de Oro                      | Ganadora        |
| 1991 | Premios Óscar                                         | Estados Unidos | Mejor película extranjera                  | Preseleccionada |